# キマンダ

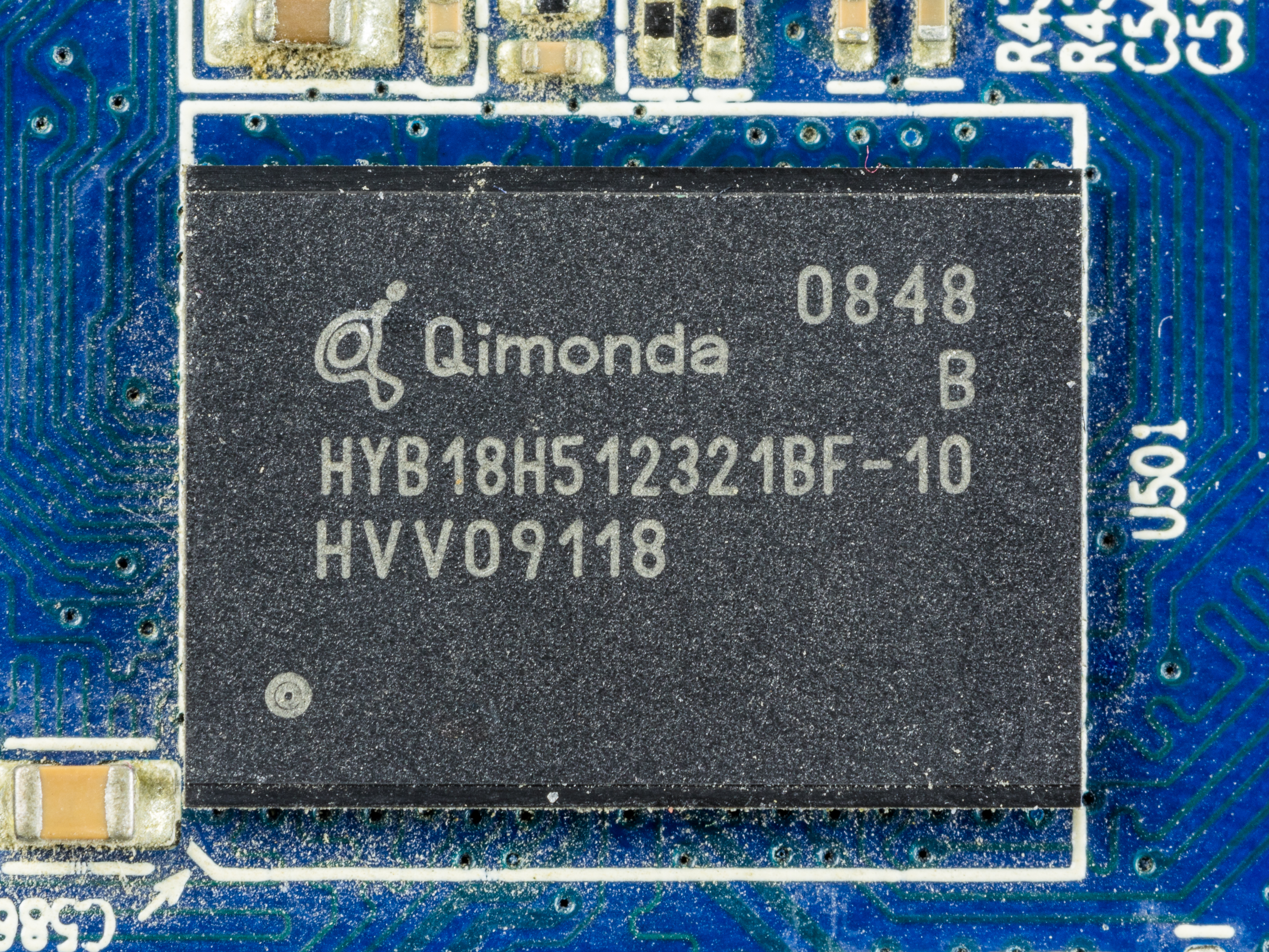
Qimonda 512 Mbit GDDR3

キマンダ (独: Qimonda AG) は、かつて存在したドイツの半導体メモリメーカー。インフィニオン・テクノロジーズが株式の77.47%を支配していた。ハイテク産業調査会社ガートナーデータクエストによると世界第三位のDRAMメーカーとされる。300 mmチップ製造のトップメーカーで、パーソナルコンピュータ (PC)、サーバ市場向けのDRAM供給トップの1つであった。
2008年時点で、全世界でおよそ12,000人の従業員を抱えていた（3大陸にまたがる5つの300 mmチップ製造工場に関わる研究開発社員を含む）。ドレスデンに研究開発センターがあり、PCとサーバ製品に重点をおき、グラフィックスでもGDDR5の開発、規格化を推進するなど、業界を牽引してきた。

## 歴史
2006年5月1日にインフィニオン・テクノロジーズのメモリ部門を分社化して設立されたが、キマンダ及びインフィニオンの2007年第3四半期決算発表によると、メモリ価格の大幅な下落によりキマンダが多額の損失を計上し、同年第2四半期と比較しインフィニオンの損失は大幅に拡大した。インフィニオンは2009年株主総会までにキマンダ株の保有比率を50％以下に引き下げる計画を発表した。2007年10月2日にはソニーとの提携が報じられたほか、2008年4月25日には日本のDRAM大手エルピーダと開発・生産で提携することを発表。2011年頃に製品化される最先端DRAMを共同開発するほか、合弁生産や製品の相互供給も検討されていた。
しかし、世界同時不況の影響とDRAM市況の悪化によりキマンダが経営破綻し、2009年1月23日に破産申請。2009年4月1日に事業再生手続きを開始した。2009年8月6日、エルピーダへGDDR3・GDDR5に関する技術及び開発チームを譲渡することを発表。エルピーダは2010年上期に台湾、下期に広島工場にてGDDR5の量産を開始。
2009年10月12日には経営再建の一環として、同社のライセンス資産の管理を行う会社「キマンダ・ライセンシング」を米国フロリダ州に設立したと発表した。キマンダが多数保有する半導体特許のライセンス資産の管理、販売をキマンダ・ライセンシングが担当することになった。

## 社名の意味
「Qimonda」という社名は造語であり、インフィニオンからの分社時に世界4位のDRAMメーカであった同社のさらなる成長への理念が込められていた。複数の語意を持ち、多言語での解釈が可能である。「Qi（キ） は中国語の「気」に通じる。「Qi」を英語の「key（キー、鍵）」、「monda（マンダ）」をラテン語の「mundus」（世界）と連想することにより、「世界への鍵」と解釈することができる。また「Qimonda」のロゴは丸みを帯びた字体と紫の文字色で構成されており、字体は創造性を、文字色はリーダーシップを表現している。

## 製品
- コンピュータDRAM
- グラフィックスDRAM
- コンシューマDRAM
- モバイルDRAM
- フラッシュメモリ